# Территориальная генерирующая компания № 6

Старый логотип ТГК-6

Территориальная генерирующая компания № 6 (ТГК-6) — бывшая российская энергетическая компания, созданная в результате реформы РАО «ЕЭС России». Полное наименование — «Открытое акционерное общество „Территориальная генерирующая компания № 6“». Штаб-квартира — в Нижнем Новгороде.
ТГК-6 зарегистрирована 27 апреля 2005. Упразднена 1 декабря 2014 года в связи с реорганизацией структуры генерирующих активов КЭС-Холдинга.

## Собственники и руководство
Уставный капитал компании — 12,9 млрд руб. 13 июня 2006 Федеральная служба по финансовым рынкам России (ФСФР) зарегистрировала отчет об итогах дополнительного выпуска обыкновенных именных бездокументарных акций открытого акционерного общества «Территориальная генерирующая компания № 6», государственный регистрационный номер дополнительного выпуска 1-01-55091-Е-001D от 14.03.2006, размещённых путём закрытой подписки.
Основные акционеры ТГК-6 по состоянию на 1 октября 2013 года:
- Merol Trading Ltd (24,50 %)
- Jamica Ltd (19,53 %)
- Primagate Trading Ltd (18,41 %)
- Integrated Energy Systems Ltd (13,15 %)
- Lygendor Enterprises Ltd (12,70 %)

Капитализация на ММВБ на середину июня 2008 года — 32,2 млрд руб.

## Деятельность
Компания включала 6 филиалов: Владимирский, Ивановский, Мордовский, Нижегородский, Дзержинский и Пензенский.
Являлась основным производителем тепловой и электрической энергии в Нижегородской, Владимирской, Ивановской, Пензенской областях и Республике Мордовия.
В филиалах ОАО «ТГК-6» работало 10 ТЭЦ и 1 ГРЭС. Суммарная установленная электрическая мощность станций — 2933,5МВт, тепловая мощность — 18671,4 Гкал/ч.
В декабре 2007 года было объявлено о строительстве парогазовой ТЭЦ в Нижнем Новгороде. Мощность новой ТЭЦ составит 900 МВт и 888 Гкал/ч. Она будет работать в нагорной части Нижнего Новгорода, ввод первой очереди станции намечен на 2013 год, второй — на 2019 год.
В состав компании входили:
- Алексеевская ТЭЦ-3;
- Владимирская ТЭЦ-1;
- Владимирская ТЭЦ-2;
- Дзержинская ТЭЦ;
- Ивановская ГРЭС;
- Ивановская ТЭЦ-1;
- Ивановская ТЭЦ-2;
- Ивановская ТЭЦ-3;
- Игумновская ТЭЦ;
- Кузнецкая ТЭЦ;
- Новогорьковская ТЭЦ;
- Пензенская ТЭЦ-1;
- Пензенская ТЭЦ-2;
- Саранская ТЭЦ-1;
- Саранская ТЭЦ-2;
- Сормовская ТЭЦ.

На базе генерирующих активов ТГК-6 в структуре КЭС-Холдинга создан бизнес-дивизион «Генерация Центра». Штаб-квартира — в г. Нижний Новгород. Руководитель — Александр Колокольцев.

## Показатели деятельности
Выработка электроэнергии в 2009 году составила 11,964 млрд кВт·ч; отпуск тепла в 2009 году составил 16,823 млн Гкал.
Выручка компании в 2009 году — 21,74 млрд руб., чистая прибыль — 0,53 млрд руб.
В первую очередь инвестиционной программы ОАО «ТГК-6» вошли проекты:
- Строительство Нижегородской ТЭЦ;
- Реконструкция Игумновской ТЭЦ;
- Реконструкция Сормовской ТЭЦ;
- Реконструкция Ивановской ТЭЦ-2;
- Реконструкция ССН Новогорьковской ТЭЦ.